# Escola Politécnica de Pernambuco
A Escola Politécnica de Pernambuco (Poli) da Universidade de Pernambuco (UPE) foi criada em 6 de março de 1912, sendo uma das dez mais antigas escolas de engenharia do país.
Todos os cursos de engenharia da Poli foram classificados entre os 35 melhores do Brasil no ranking da Folha de S.Paulo em 2015, sendo Engenharia da Computação o 15º melhor do país e Engenharia Elétrica o 18º. Em 2019, também pelo ranking da Folha de S.Paulo, o curso de Engenharia Civil foi considerado o 23º melhor do Brasil. No Guia do Estudante, todas as suas engenharias são premiadas, com Engenharia da Computação e Engenharia de Controle e Automação recebendo 4 estrelas e as demais recebendo 3 estrelas.

## Publicação
A Revista de Engenharia e Pesquisa Aplicada (REPA), criada em 2016, é uma revista científica com publicação trimestral pertencente à Escola Politécnica de Pernambuco. A revista, de formato digital, tem como propósito a divulgação gratuita de artigos científicos originais ligados a programas de pós-graduação (especialização, mestrado e doutorado) nas áreas de engenharia, computação e tecnológicas convergentes. Atualmente, a revista tem classificação Qualis Capes B4 e tem como editor chefe o professor Dr. Diego José Rátiva Millán.

## Relações internacionais
A Escola Politécnica de Pernambuco, através de sua Assessoria de Relações Internacionais (ARI), mantém parcerias com diversas universidades do mundo nas áreas de engenharias , dentre elas:
- Universidade do Minho (Portugal)
- Universidade de Auburn (E.U.A.)
- Universidade de Tecnologia de Compiègne (França)
- Universidade A&M Texas (E.U.A.)
- Universidade London South Bank (Inglaterra)
- Universidade Tecnológica Nacional (Argentina)
- Universidade do Estado do Colorado (E.U.A.)
- Universidade do Porto (Portugal)